# Liściołaz pasiastopierśny
Liściołaz pasiastopierśny (Mannophryne trinitatis) – gatunek płaza bezogonowego z rodziny Aromobatidae. Endemit wyspy Trynidad położonej u północnych wybrzeży Ameryki Południowej.

## Występowanie
Można go spotkać jedynie na wyspie Trynidad należącej do niewielkiego państwa Trynidad i Tobago. Występuje od poziomu morza do 500 m n.p.m. Preferuje strumienie o wolnym nurcie i czystej wodzie.

## Rozmnażanie
Samica składa jaja do liści ściółki lub na kamienie. Rodzice trzymają nad nimi pieczę, a po wykluciu się kijanek są one przenoszone do zbiornika wodnego, przy czym larwy znajdowane były także w okresowo istniejących zbiornikach. Najważniejszą cechą miejsca, w którym ma zostać zdeponowane potomstwo, jest bowiem nieobecność drapieżników. Dorosłe przemierzają więc nieraz spore odległości, aby znaleźć odpowiedni akwen.

## Status zagrożenia
W Czerwonej księdze gatunków zagrożonych IUCN od 2004 roku klasyfikowany był jako narażony na wyginięcie (VU), ale w 2020 roku uznano go za gatunek najmniejszej troski (LC). W rejonie występowania jest pospolity, a liczebność populacji prawdopodobnie jest stabilna. W jaskiniach Tamana zwierzę jest zależne od insektów pożywiających się guanem nietoperzy.